# Капутджух
Капутджух (арм. Կապուտջուղ) или Капыджик  (встречается транслитерация Гапыджыг) (азерб. Qapıcıq) — гора, высшая точка Зангезурского хребта Армянского нагорья. Гора расположена на границе Армении с Нахичеванской Автономной Республикой Азербайджана. Высота горы над уровнем моря составляет 3905 метров, от подножия до вершины — 1815 метров. Является второй по высоте горой после Арагаца на территории Республики Армения. На горе расположены залежи гранита и гранодиорита.